# Weyland-Yutani társaság

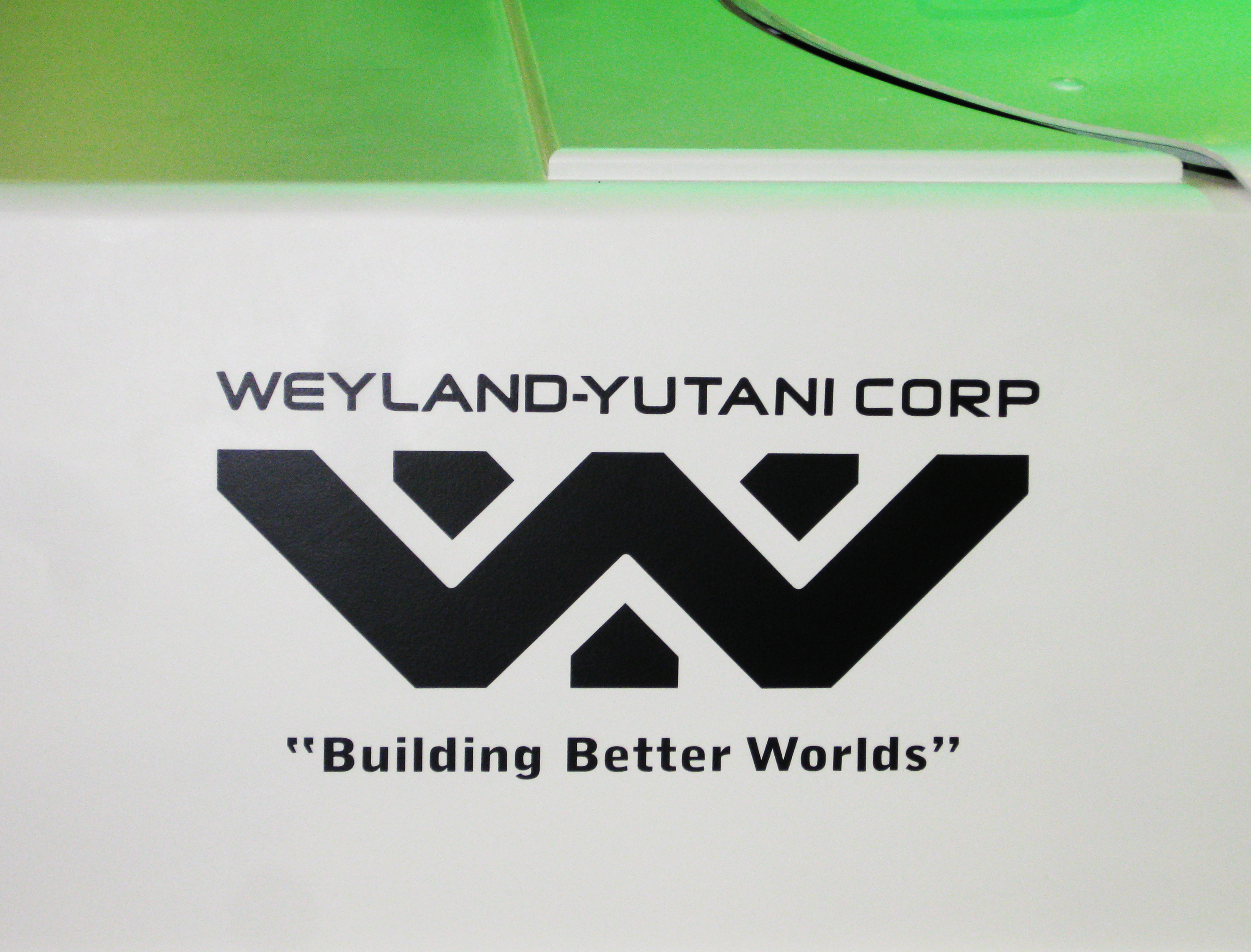
A társaság logója

A Weyland-Yutani Társaság (angolul Weyland-Yutani Corporation) egy kitalált társaság, mely A nyolcadik utas: a Halál című filmben, majd további három részében szerepel. Angolul általában csak "The Company" néven emlegetik, míg magyarul "társaságként" vagy "a cégként" kerül említésre a filmekben.
Óriási hatalommal és anyagi háttérrel rendelkező, ipari, bányászati, kereskedelmi, tudományos, katonai és számos egyéb területen érdekelt konglomerátum, mely nem ritkán illegális műveleteket is támogat. Sok más között a Nostromo kereskedelmi vontatóűrhajó, a Hadley's Hope terraformáló telep és a Fiorina "Fury" 161 büntetőtelep tulajdonosa.

## Tevékenysége
Az amerikai Weyland Iparvállalat és a japán Yutani nevű cégek fúziója folytán jött létre. A Terran Growth vállalatcsoport tagja, központja a Földön van, védelmi szerződésben áll a hadsereggel.
A XXII. század elején a Társaság távirányítású szondái felfogják egy hajóroncs jelzéseit a távoli LV-426 bolygóról. A Nostromo kereskedelmi csillaghajónak kell áthaladnia ezen a térségen. Fölraknak a fedélzetre egy androidot, Asht, hogy közvetítse nekik az eseményeket, a legénységgel pedig betartassa a titkos 937-es Különleges Utasítást. Ennek értelmében fel kell kutatni az esetleges idegen életformát, és akár a legénység élete árán is el kell juttatni a Földre. Értékes információk esetén a Társaság már vállalhatja egy drágább felszereléssel ellátott kutatóexpedíció elindítását. Veszélyes idegen létformák behozatala valamely lakott világra, a Földről nem is beszélve, szigorúan tilos. Ám ha a Társaságnak sikerül azt a látszatot keltenie, hogy egy egyszerű vontató legénysége véletlenül botlott bele, azt már gyerekjáték lesz elintézni, hogy "véletlenül" meg is érkezzen a Földre.
A cég részlegei az akció sikertelensége után is mindent megtesznek, hogy megszerezzék a sok milliót érő idegen példányokat. Feláldozzák a Nostromo legénységét, Hadley's Hope lakosait, egy tengerészgyalogos osztagot és a Fiorina börtön lakóit. A Társaságot egy szemernyit sem izgatja a sok halál, a fegyverkutatás lebeg a szemük előtt.

## Külső hivatkozások
- Alien adatbázis
- Az Alien univerzummal foglalkozó magyar honlap